# سام مانكشو
سام مانكشو (بالإنجليزية: Sam Manekshaw)‏ (و. 1914 – 2008 م) هو ضابط من الهند، والراج البريطاني، ودومينيون الهند، ولد في أمريتسار، توفي عن عمر يناهز 94 عاماً، بسبب ذات الرئة.
كان رئيس أركان الجيش خلال الفترة من 8 يونيو 1969 إلى 15 يناير 1973.

## التعليم
تعلم في كل من:
- Sherwood College [الإنجليزية]‏[15]
- كلية القيادة والأركان الباكستانية [الإنجليزية]‏[16]
- الأكاديمية العسكرية الهندية[17]
- Royal College of Defence Studies [الإنجليزية]‏[18]

## الخدمة العسكرية
خدم في جيش الهند البريطاني حتى 1947،  وخدم في الجيش الهندي.

## جوائز
حصل على جوائز منها:
- الصليب العسكري[21]
- نجمة 1939–45  [لغات أخرى]‏[21]
- Indian Independence Medal [الإنجليزية]‏[21]
- نجم بورما  [لغات أخرى]‏[21]
- وسام الحرب[21]
- Indian Distinguished Service Medal [الإنجليزية]‏[21]
- Sangram Medal [الإنجليزية]‏[21]
- General Service Medal (India) [الإنجليزية]‏[21]
- Poorvi Star [الإنجليزية]‏[21]
- بادما بوشان  [لغات أخرى]‏[21]
- بادما وبھوشن  [لغات أخرى]‏[21]
- India Service Medal [الإنجليزية]‏[21]